# Mogilno (gmina)
Mogilno – gmina miejsko-wiejska w Polsce położona w województwie kujawsko-pomorskim, w powiecie mogileńskim.
W latach 1975–1998 gmina administracyjnie należała do województwa bydgoskiego. Do 1954 istniało miasto Mogilno i 2 gminy: Mogilno-Wschód i Mogilno-Zachód.
Siedzibą gminy jest Mogilno.
Według danych z 30 czerwca 2004 gminę zamieszkiwały 24 944 osoby.

## Struktura powierzchni
Według danych z roku 2002 gmina Mogilno ma obszar 256,11 km², w tym:
- użytki rolne: 81%
- użytki leśne: 5%

Gmina stanowi 37,89% powierzchni powiatu.

## Demografia

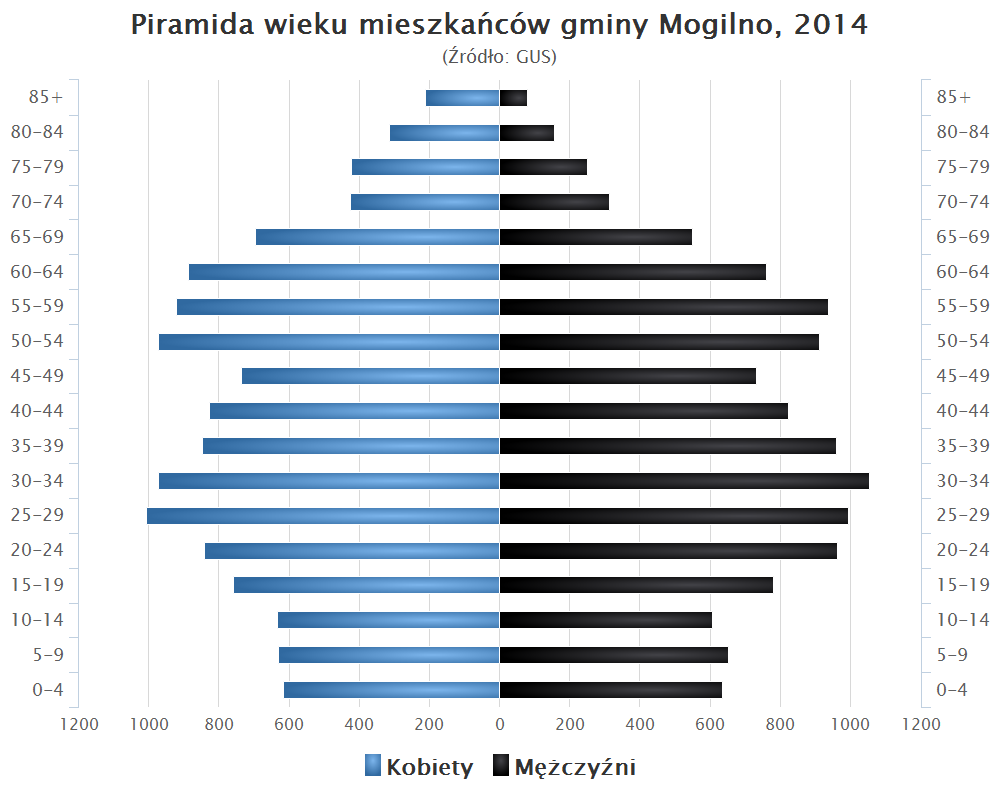
Piramida wieku mieszkańców gminy Mogilno w 2014 roku

Dane z 30 czerwca 2004:
| Opis                              | Ogółem | Ogółem | Kobiety | Kobiety | Mężczyźni | Mężczyźni |
| --------------------------------- | ------ | ------ | ------- | ------- | --------- | --------- |
| jednostka                         | osób   | %      | osób    | %       | osób      | %         |
| populacja                         | 24 944 | 100    | 12 741  | 51,1    | 12 203    | 48,9      |
| gęstość zaludnienia (mieszk./km²) | 97,4   | 97,4   | 49,7    | 49,7    | 47,6      | 47,6      |

## Zabytki
Wykaz zarejestrowanych zabytków nieruchomych na terenie gminy:
- zespół dworski w miejscowości Białotul, obejmujący: dwór; park z końca XIX w., nr A/420/1-3 z 19.08.1994 roku
- zespół dworski z początku XX w. w Bielicach, obejmujący: dwór; park, nr A/421/1-2 z 06.09.1994 roku
- kościół parafii pod wezwaniem św. Mateusza z przełomu XV/XVI w. w Gębicach, nr A/836 z 07.03.1933 roku
- zespół dworski z końca XIX w. w Gozdawie, obejmujący: dwór; park, nr 125/A z 20.10.1983 roku
- kościół parafii pod wezwaniem św. Marii Magdaleny z przełomu XV/XVI w. w Kwieciszewie, nr A/838 z 08.03.1933 roku
- kościół ewangelicki, obecnie nieużytkowany z lat 1834-38 w Kwieciszewie, nr A/1547 z 17.12.2009 roku
- kościół parafii pod wezwaniem św. Jakuba z przełomu XV-XVI w. w Mogilnie, nr A/837 z 08.03.1933 roku
- zespół klasztorny benedyktynów z drugiej połowy XI w. w Mogilnie, obejmujący: kościół pod wezwaniem św. Jana Ewangelisty; klasztor, nr A/854/1-2 z 12.07.1961 roku
- dom, obecnie dom zakonny ss. służebniczek z połowy XIX w. w Mogilnie, nr A/50 z 23.09.2002 roku
- kamienica z oficyną z 1904 roku przy ul. pl. Wolności 8 w Mogilnie, nr A/51 z 22.10.2002 roku
- drewniany kościół pod wezwaniem św. Michała Archanioła z 1742 roku i brama-dzwonnica w Niestronnie, nr A/795/1-2 z 09.09.1991 roku
- drewniany kościół parafii pod wezwaniem Najświętszej Maryi Panny z pierwszej połowy XVII w. i dzwonnica z XVIII w. w Strzelcach, nr A/792/1-2 z 09.09.1991 roku
- zespół dworski z początku XX w. w Szczeglinie, obejmujący dwór z ok. 1910 i park, nr A/215/1-2 z 05.06.1987 roku
- zespół dworski z przełomu XIX/XX w. w Wieńcu, obejmujący dwór i park, nr 146/A z 15.06.1985 roku
- drewniany kościół parafii pod wezwaniem św. Piotra i Pawła z 1761 roku w Wylatowie, nr A/856 z 03.06.1955 roku.

## Sąsiednie gminy
Dąbrowa, Gąsawa, Janikowo, Orchowo, Rogowo, Strzelno, Trzemeszno